# ویتبی، انتاریو

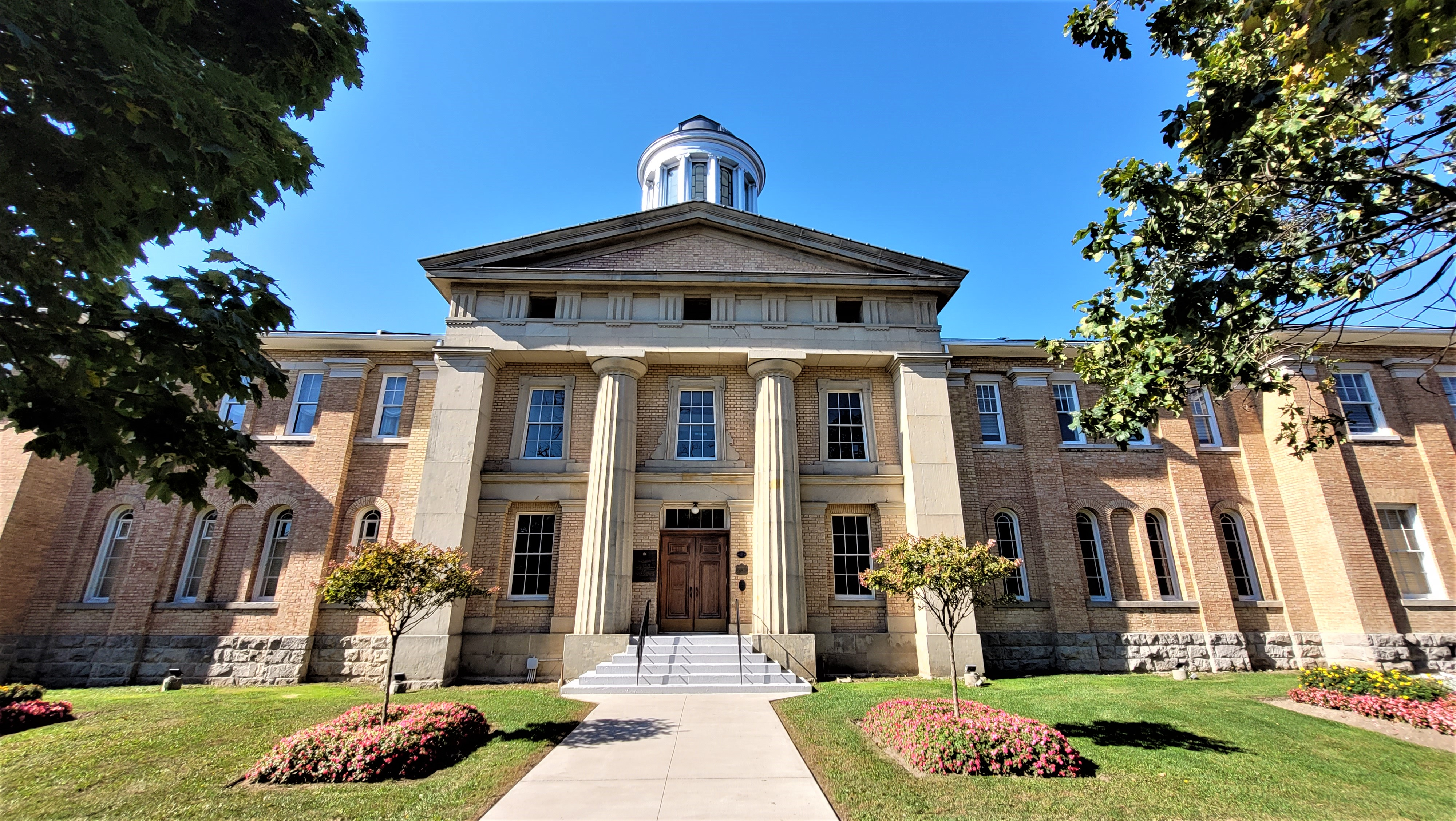
تاتر شهر ویتبی در ساختمان سابق دادگستری

ویتبی،انتاریو (به انگلیسی: Whitby) یک شهر در کانادا است که در Durham واقع شده‌است. ویتبی ۱۲۸٬۳۷۷ نفر جمعیت دارد و ۹۱ متر بالاتر از سطح دریا واقع شده‌است.